# برناردو اتشاغا

ولد برناردو اتشاغا في أسرة متوسطة في بلاد الباسك. ذو أبي نجار. كان أبوه يشجعه على قراءة كتب. منذ الطفولة قرأ برناردو اتشاغا كثيرا من الكتب في مكتبة المدينة العامة.
تخرج من قسم الاقتصاد في جامعة بلاد الباسك، في مدينة بيلباو سنة 1973. قبل ذلك كتب هو نصه الأول في سنة 1972 وكان نص مسرح قصير.
هو قرر أن يعمل ككاتب ودرس هو الفلسفة والآداب في جامعة برشلونا المركزية.
بعد ذلك ما زال برناردو اتشاغا يكتب أعمالا تتناول المجتمع الباسكي وتقاليده ومشاكله بشكل عام. كتبه كثيرة. هي للأطفال وللشباب أيضا.
في سنة 1989 هو نال جائزة إسبانية وطنية روائية بفصل كتاب «اباباكوآك» وهو عبارة عن مجموعة من القصص السحرية التي تقدم فكرة عن الثقافة الباسكية. لذلك هذا الكتب هو أهم كتاب معاصر باللغة الباسكية. وقد نشر ب 26 لغة في العالم وقد أصبح برناردو اتشاغا مشهور جدا في كل مكان. للكاتب موقف مرموق لأنه يعتبر أهم كاتب في اللغة الباسكية.
النسخة العربية المترجمة وهي متوفرة في مكتبة الإسكندرية.
بالإضافة إلى ذلك صور فيلم عن كتابه «اباباكوآك» سنة 2006 من قبل مخرج باسكي.

## روابط خارجية
- برناردو اتشاغا على موقع IMDb (الإنجليزية)
- برناردو اتشاغا على موقع ألو سيني (الفرنسية)
- برناردو اتشاغا على موقع أول موفي (الإنجليزية)
- برناردو اتشاغا على موقع قاعدة بيانات الفيلم (الإنجليزية)
- برناردو اتشاغا على موقع كينوبويسك (الروسية)